# Zola Amaro
Zola Amaro é o nome artístico de Risoleta de la Mazza Simões Lopes (Pelotas, 26 de janeiro de 1891 – 14 de maio de 1944) foi uma cantora lírica brasileira.

## Biografia
Começou a cantar aos 14 anos de idade em festas beneficentes e igrejas de sua cidade natal. A qualidade e potência de sua voz de soprano já impressionavam a comunidade musical pelotense. No mesmo ano de 1906, casou com Antonio Amaro da Silveira, com quem teve três filhos.
Em 1915, aos 24 anos, por ocasião da temporada lírica no Teatro Sete de Abril, Zola recebe em sua casa grandes artistas europeus e conquista mais admiradores. Ao ouvi-la cantar, Amelita Galli-Curci, soprano italiana de renome mundial, declara que Zola será a maior Norma de todos os tempos, em uma referência à obra de Bellini. Amelita foi profética: Zola Amaro foi a primeira sul-americana a apresentar-se no Teatro Scala, de Milão e tornou-se a primeira cantora lírica brasileira a obter sucesso internacional.
Em 1917, Zola viajou, com sua família, a Buenos Aires especialmente para encontrar-se com  Enrico Caruso, que então se apresentava naquela Capital, e dele ouviu elogios entusiasmados, que a estimularam a seguir  carreira profissional.
Sua estreia aconteceu em 4 de setembro de 1919, na abertura da temporada lírica do Teatro Municipal do Rio de Janeiro com a ópera Aida, de Verdi. No dia seguinte, o crítico Oscar Guanabarino, temido por seu rigor, escreveu em sua coluna jornalística que Zola era uma soprano absoluta.
Com sua performance na ópera O Guarani, de Carlos Gomes, obteve críticas calorosas de Guanabarino e de outros jornalistas. Igualmente bem sucedidas foram suas interpretações nas óperas Norma, Gioconda, Cavalleria Rusticana e Força do Destino, entre tantas outras.
No exterior, Zola apresentou-se nos teatros Solis (Montevidéu), Constanzi (Roma), Coliseo (Buenos Aires), Verdi (Florença) e Scala (Milão).
Sua longa carreira encerrou-se em 1937, com as apresentações da Cavalleria Rusticana e Tosca no Teatro Municipal do Rio de Janeiro. Em 1944, voltou a residir em Pelotas.
Zola Amaro faleceu de morte súbita, aos 54 anos de idade.
Um de seus filhos, José Amaro, tentou seguir os passos da mãe, como cantor lírico, sem resultados satisfatórios.